# 209년

## 연호
- 후한(後漢) 건안(建安) 14년

## 기년
- 후한(後漢) 헌제(獻帝) 21년
- 신라(新羅) 내해 이사금(奈解泥師今) 14년
- 고구려(高句麗) 산상왕(山上王) 13년
- 백제(百濟) 초고왕(肖古王) 44년

## 사건
- 음력 7월, 포상팔국(浦上八國)이 가야를 침략하기를 꾀하자, 가야의 왕자가 신라에 가서 구원을 요청하니, 내해 이사금이 태자 석우로에게 명하여 이벌찬 이음과 더불어, 육부(六部)의 병사를 이끌고 가서 그들을 구했다. 팔국(八國)의 장군을 공격하여 죽이고, 포로가 된 육천명을 빼앗아 그들을 되돌아가게 했다.
- 산상왕이 환도성을 쌓고, 천도함.
- 유비,손권의 누이동생 손부인과 결혼하다

## 탄생
- 고구려 11대 국왕 동천왕(東川王)
- 삼국지 조위 초기 점술가 관로(管輅)

## 참고 문헌
- 김부식 (1145), 《삼국사기》 〈권2〉 내해 이사금 조(條)